# Arquitectura en hierro

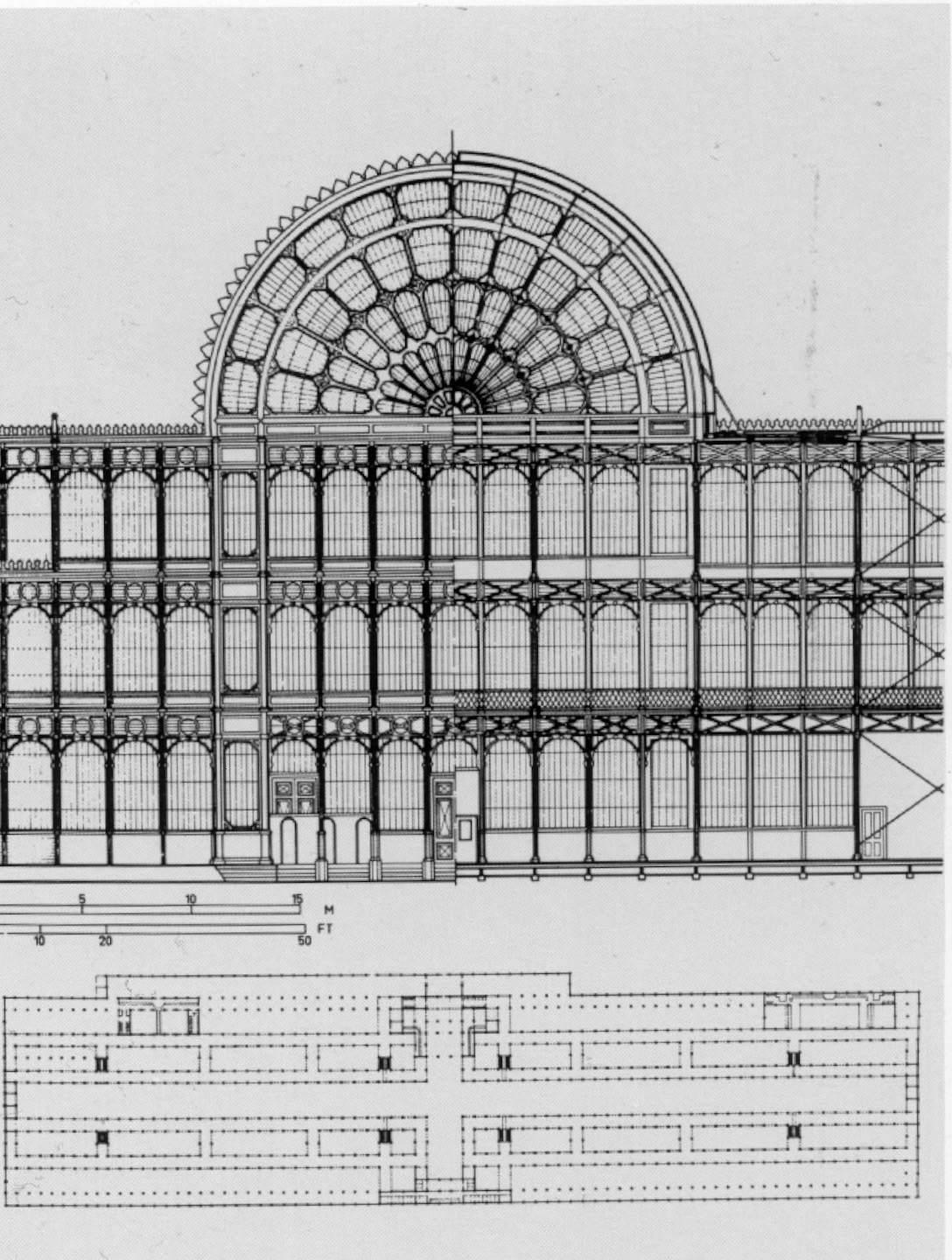
The Crystal Palace (1851).

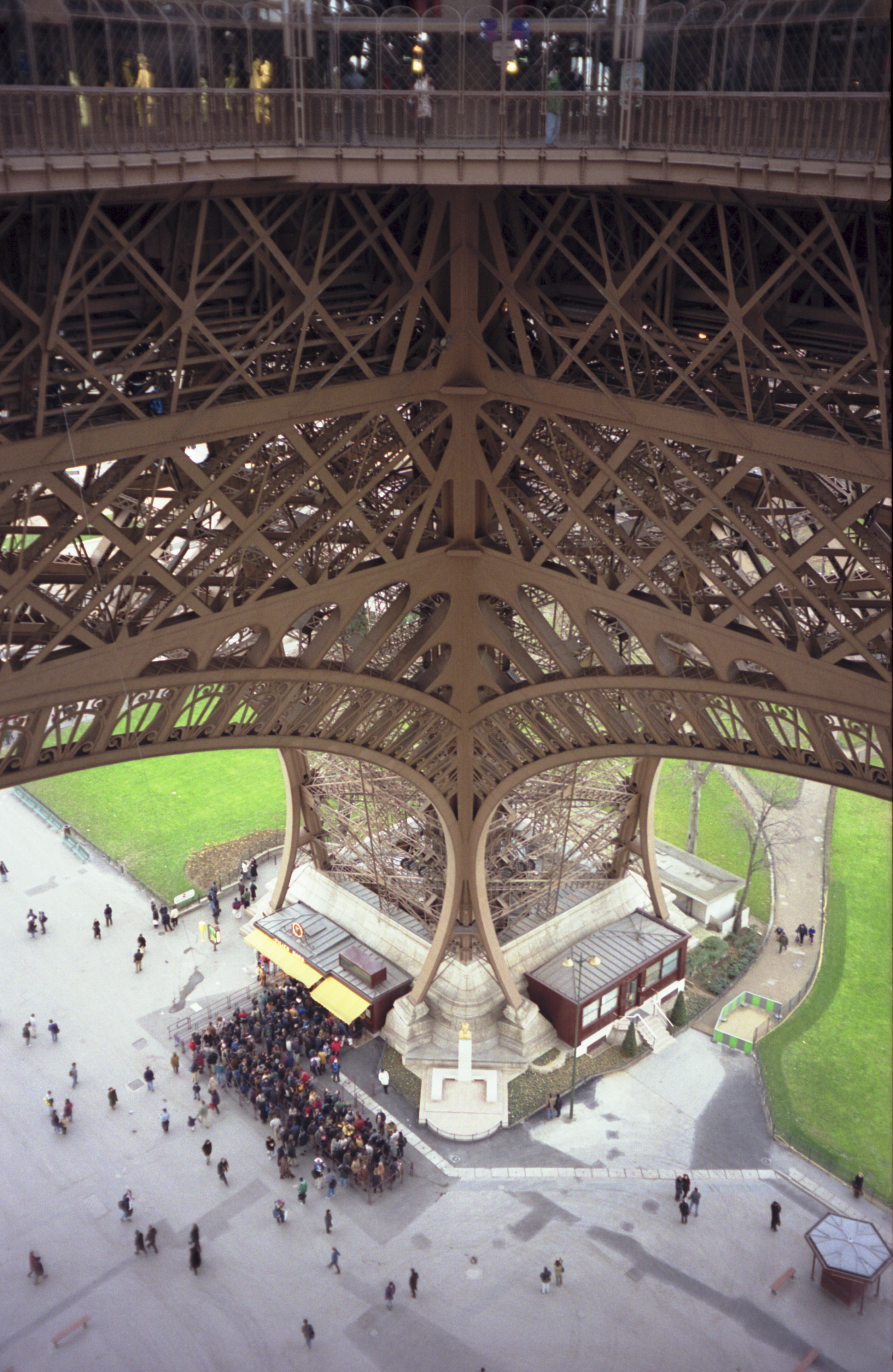
Torre Eiffel (1889-90).

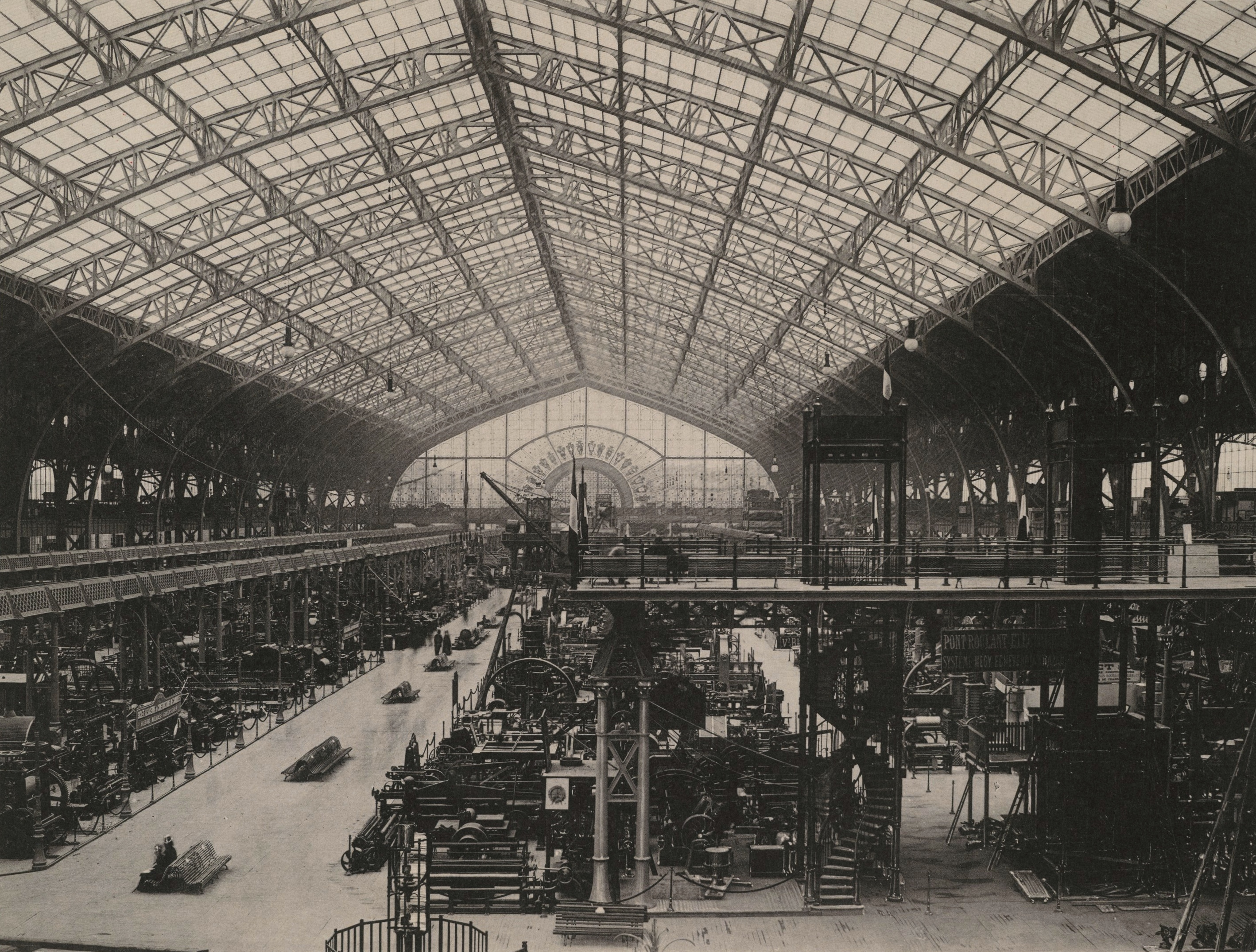
Galería de las máquinas de la Exposición Universal de 1889.

Arquitectura en hierro, del hierro o arquitectura metálica son denominaciones historiográficas de una técnica constructiva y estilo arquitectónico del siglo XIX, originados en la disponibilidad de nuevos materiales que se produjo durante la Revolución Industrial.
En la época preindustrial hubo esporádicamente construcciones de hierro, y hay testimonios de construcción de varias pagodas chinas en hierro en la dinastía Tang (en el siglo IX; no confundir con la llamada pagoda de Hierro, realmente de ladrillo, cuyo color se asemeja al del hierro). Tampoco debe confundirse con la arquitectura de la Edad del Hierro, de las primeras civilizaciones históricas o protohistórica, en el I milenio a. C.
La referencia al hierro debe entenderse una denominación genérica, ya que realmente se usó tanto hierro, como diversas fundiciones y acero.

## Inicios
A pesar de la temprana incorporación del hierro colado o fundido en estructuras de ingeniería como los puentes (Iron Bridge de Coalbrookdale, 1779, Pont des Arts de París, 1801), los arquitectos siguieron utilizando los materiales tradicionales, mientras el gusto académico siguió considerándolas "de mal gusto". Fue la arquitectura industrial la primera en incorporar el hierro en lugar de madera, inicialmente como una medida de protección contra los incendios, que se habían hecho muy comunes desde la introducción de la máquina de vapor. El edificio fabril que construyó William Strutt. El modelo de fábrica inglesa del siglo XIX era el de una estructura de vigas y pilares de fundición con muros y bóvedas de ladrillo. También se utilizó masivamente la fundición para la implantación del mobiliario urbano en las ciudades planificadas con criterios higienistas propios del siglo XIX, con ejemplos que se convirtieron en emblemáticos: en Madrid las farolas fernandinas (1832), o en París las fuentes Wallace (1870), las columnas Morris (1868) o los edículos Guimard (de estilo art nouveau, en las bocas del Metro (Hector Guimard, 1900-). Todo tipo de motivos de ferretería arquitectónica, cuyo origen puede rastrearse en Inglaterra al menos desde 1734, comenzaron a aplicarse masivamente a mediados del siglo XIX en todo tipo de construcciones (dado el abaratamiento de su coste), imponiendo una estética ecléctica, popular o kitsch y unos acabados uniformes que deploraban los que añoraban el trabajo manual artesanal (como William Morris o John Ruskin).

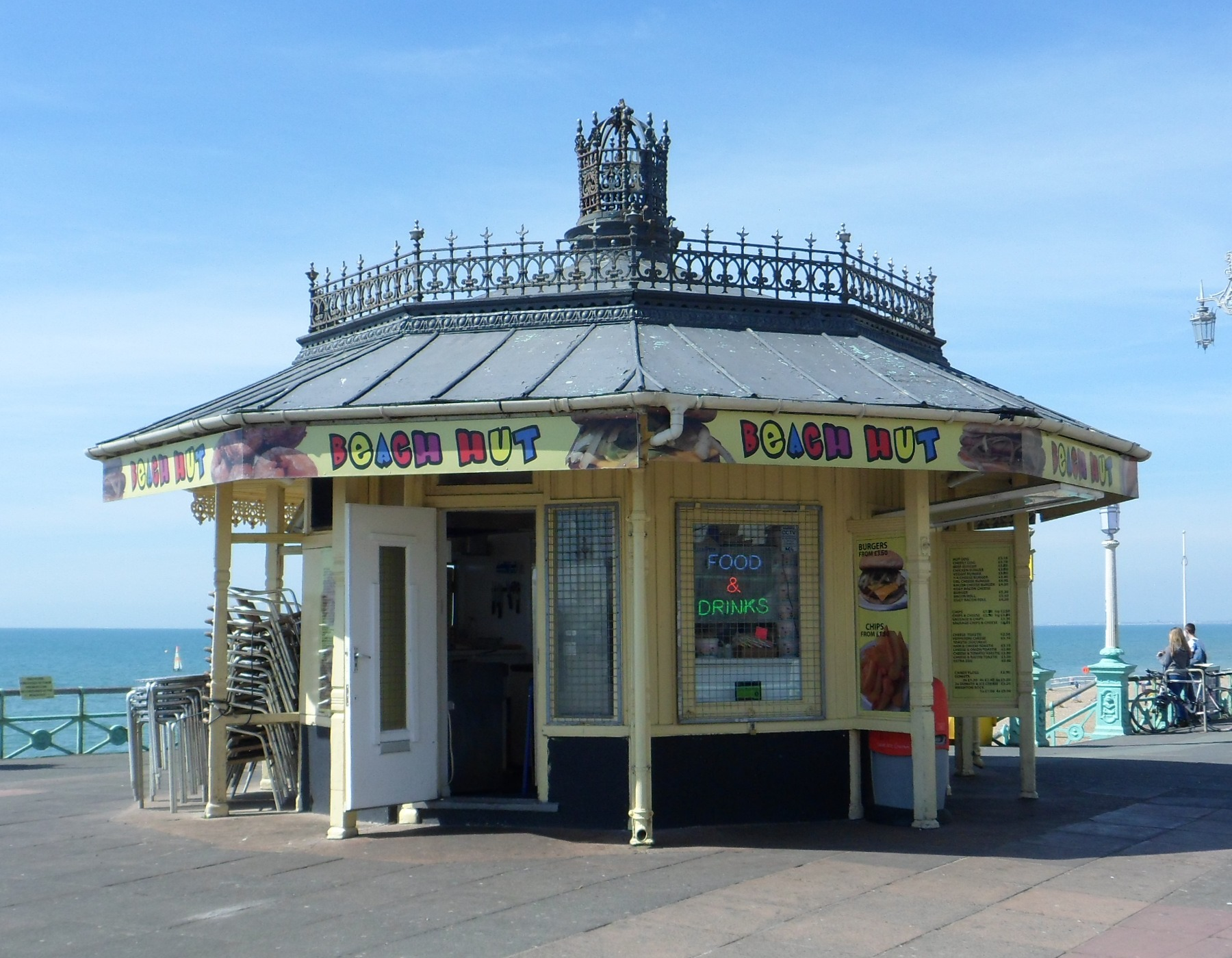
Quiosco en Brighton.
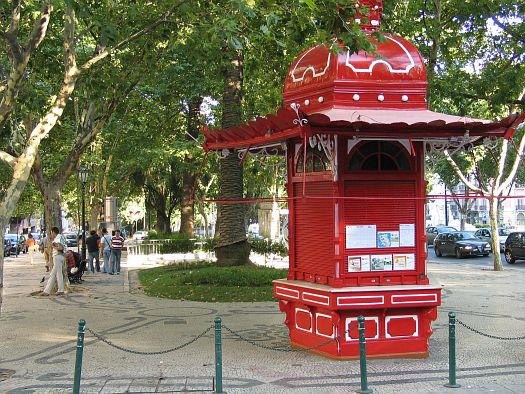
Kiosco en Lisboa.
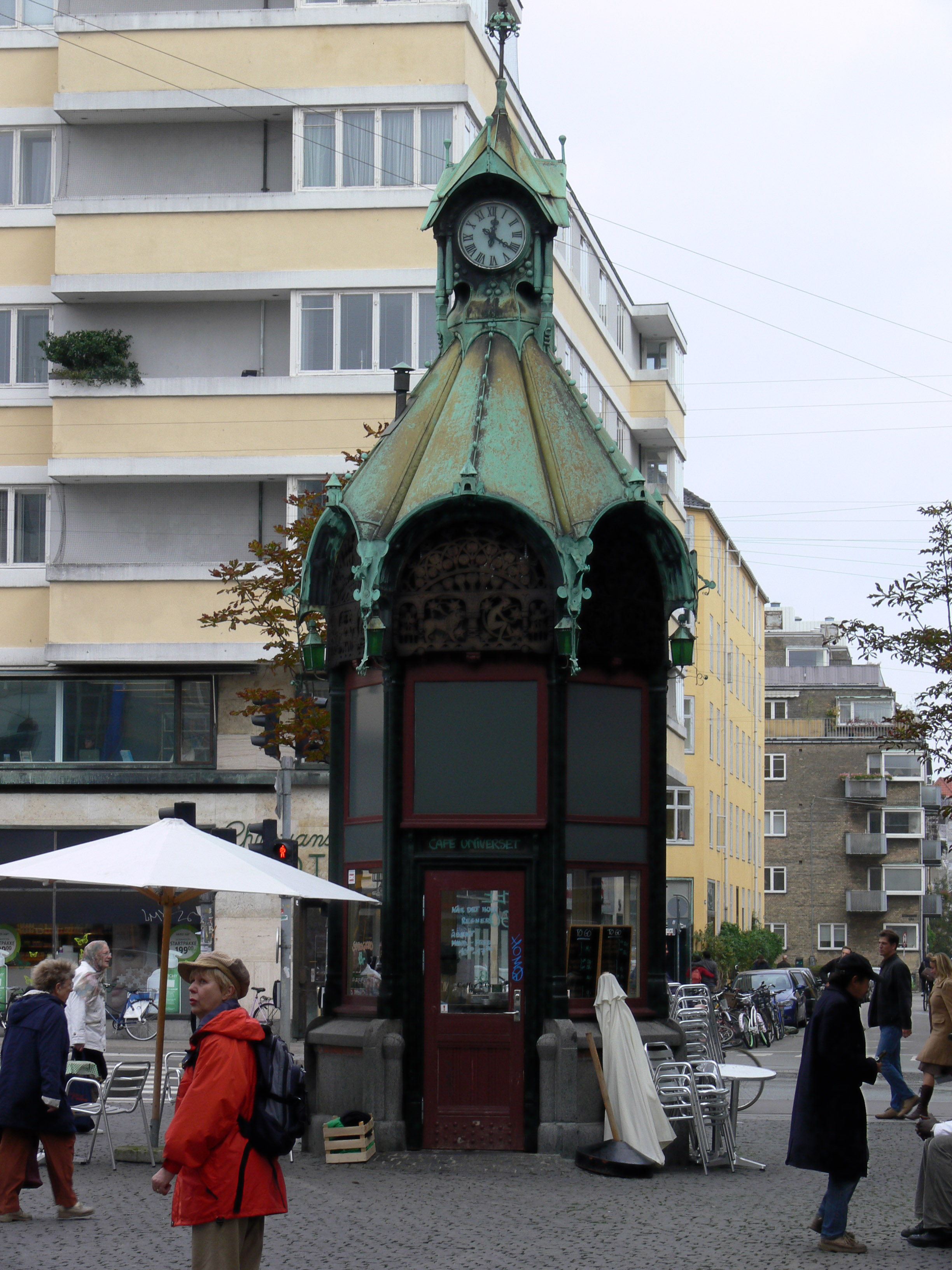
Quiosco en Copenhague.
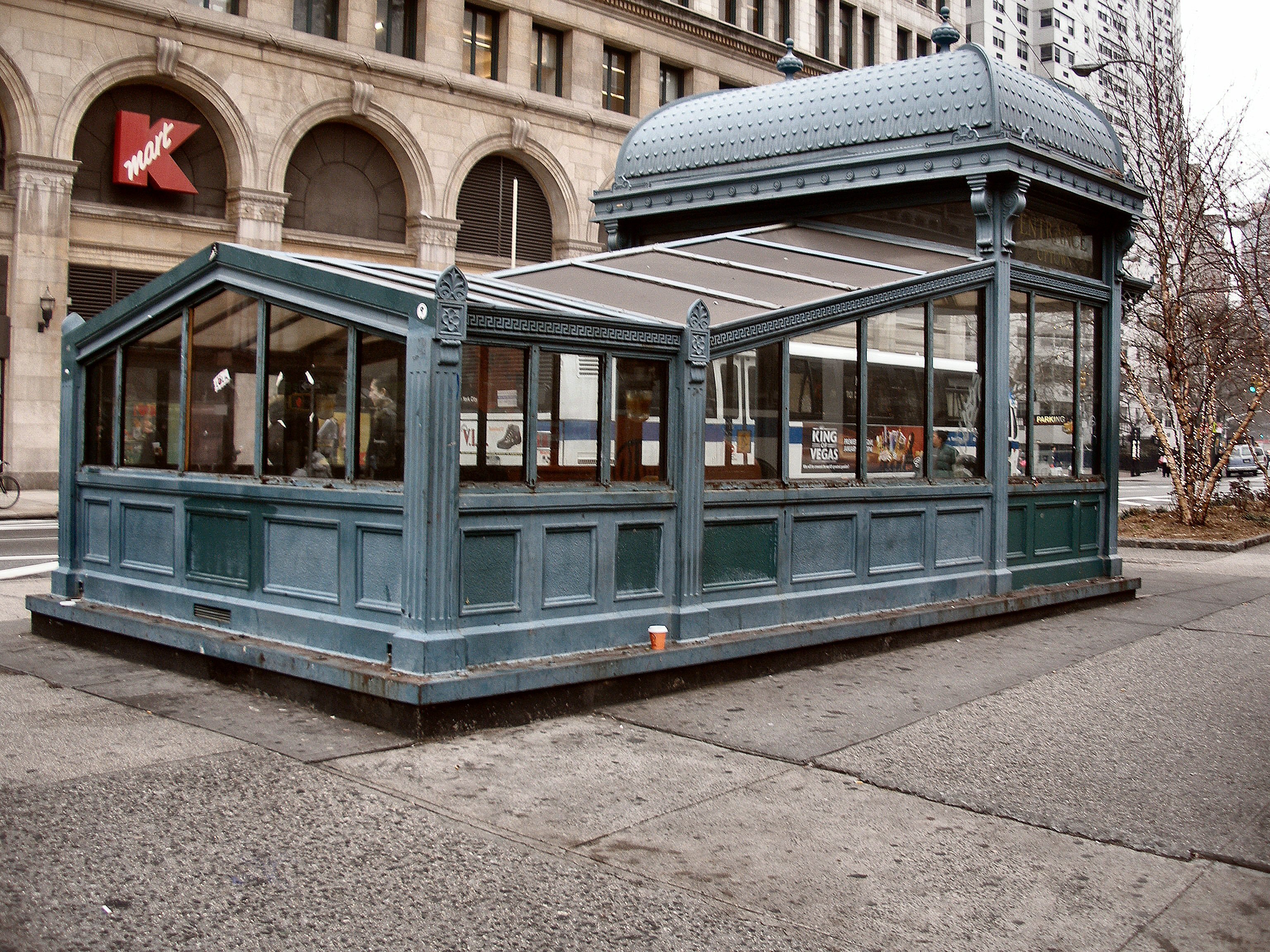
Kiosco en Nueva York.
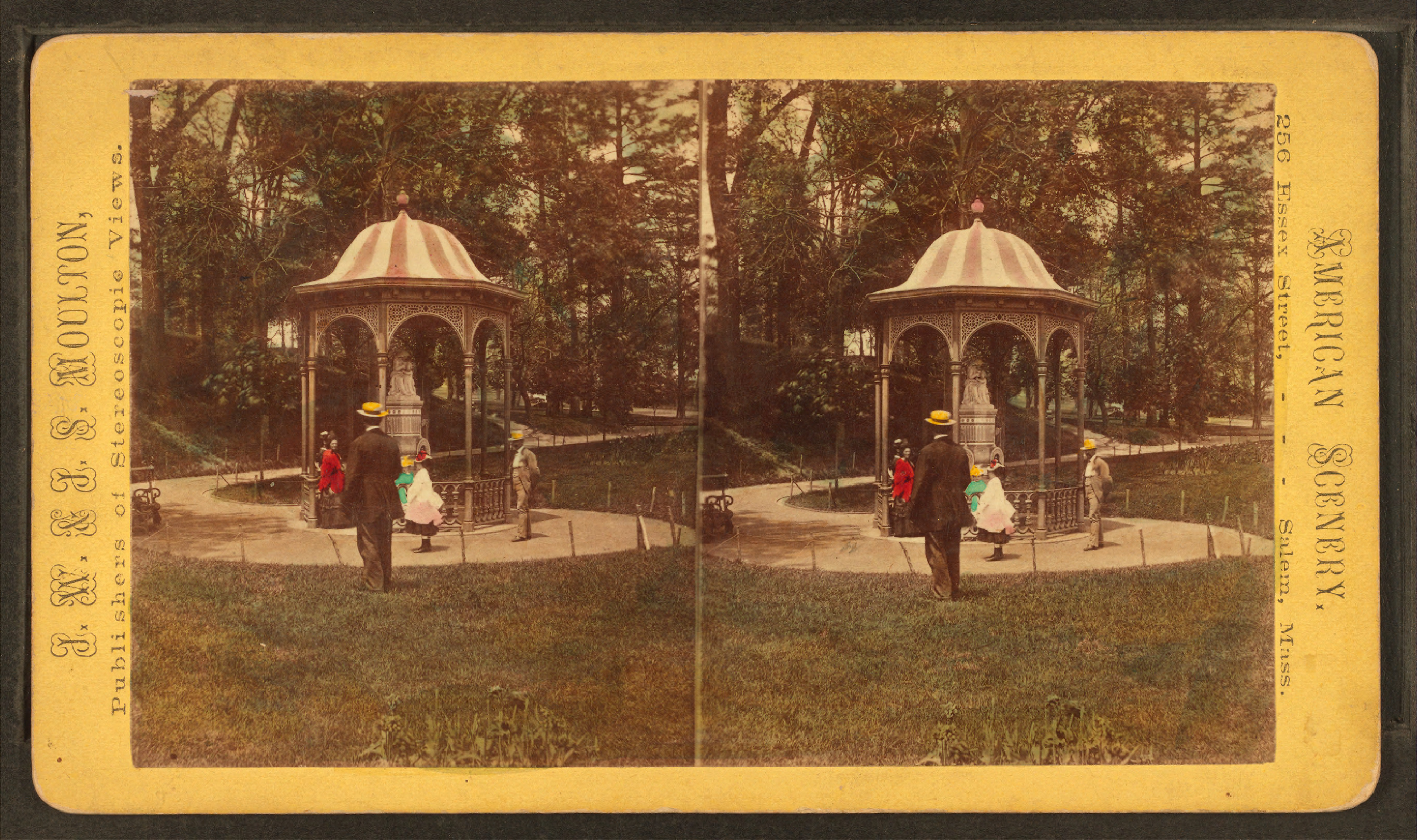
Iron spring, templete, pabellón o quiosco decorativo de Fairmount Park, Filadelfia.

Entre los primeros ejemplos de arquitectura monumental que incorporaron el hierro estuvo la cúpula de la Halle aux blés ("mercado de granos" de París, François-Joseph Bélanger, 1811). La Commissioner's House del Royal Naval Dockyard (Bermudas, Edward Holl, años 1820) se considera la primera vivienda levantada con estructura de hierro. En 1836, la iglesia de San Leopoldo (Follonica), de Alessandro Manetti y Carlo Reishammer incorporó por primera vez en la arquitectura eclesiástica elementos de hierro visto.

## Tercio central delsigloXIX
Las mejoras tecnológicas se fueron sucediendo. El hierro corrugado (o hierro corrugado galvanizado –CGI por sus siglas en inglés–) fue inventado en la década de los años 1820 por el británico Henry Robertson Palmer, arquitecto e ingeniero de la London Dock Company. Su uso se extendió en la arquitectura rural de Estados Unidos y otros países.

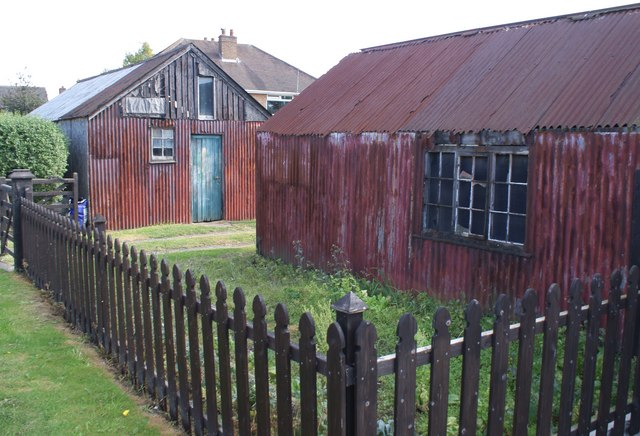
Cobertizos
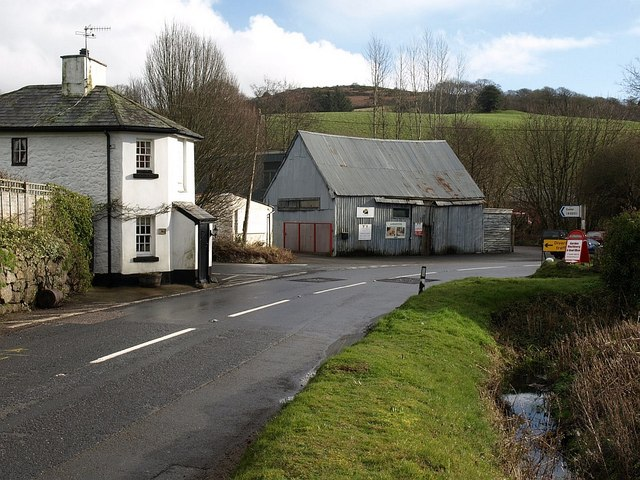
The old Mill
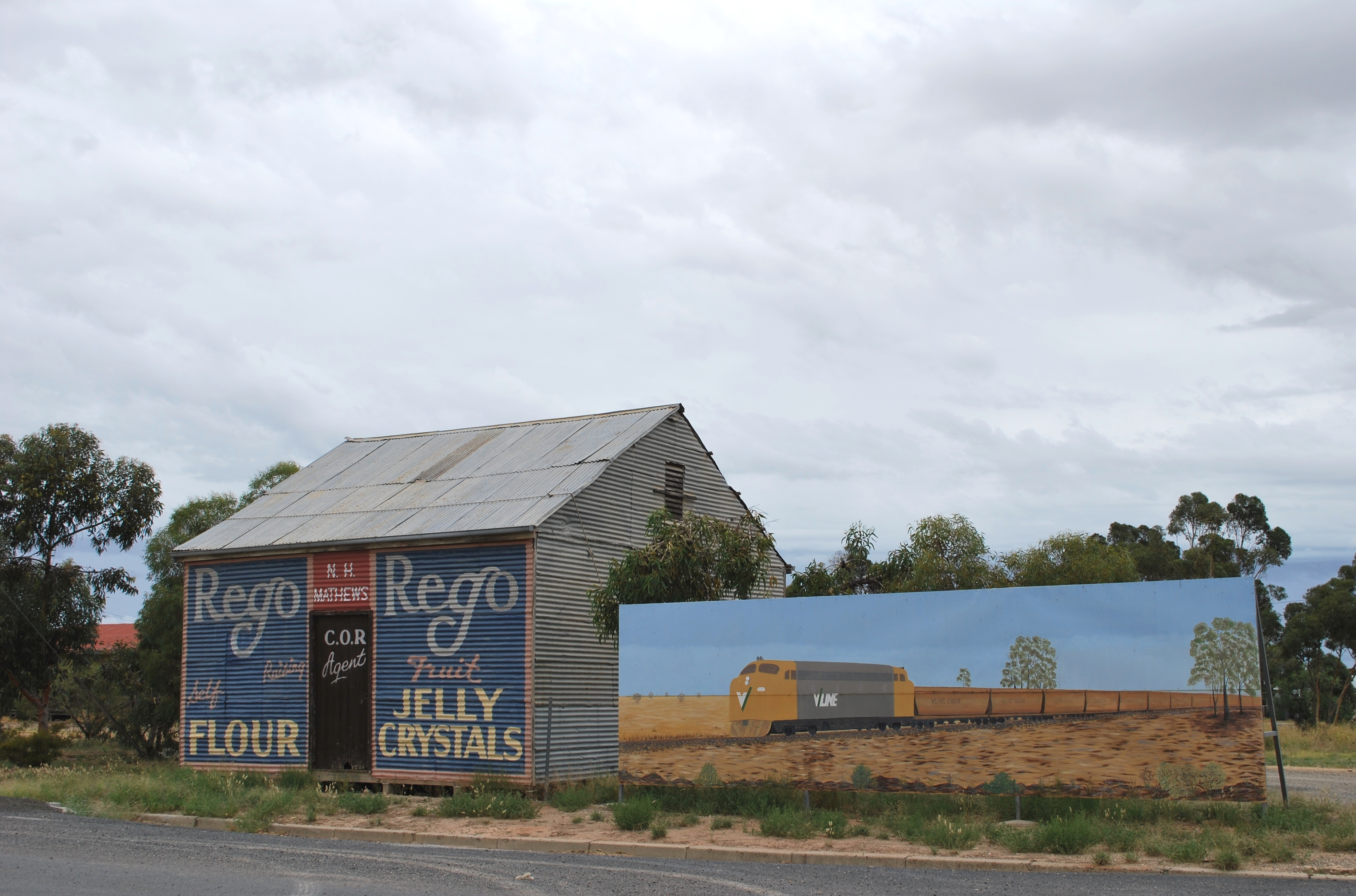
Cobertizo Rainbow, Victoria (Australia).

Desde los años 1840, las innovaciones de la industria siderúrgica fueron generalizando el uso de planchas de hierro, perfiles en "doble T" y un acero de mayor calidad y precio cada vez más reducido (convertidor Bessemer, 1855). En 1867, Charles Drake de la Patent Concrete Building Company, patentó el uso de paneles de encofrado de hierro en lugar de madera.
Se comenzaron a construir cast-iron buildings ("edificios de hierro fundido") especialmente  en el SoHo de Nueva York (Edificio E. V. Haughwout, John P. Gaynor, 1857), destacando las construcciones de James Bogardus (63 Nassau Street, 1844, 254-260 Canal Street, 1857, 75 Murray Street, 1858, 85 Leonard Street, 1861, Iron Clad Building, 1862). En Londres, se había levantado una cúpula de hierro y cristal de 18 metros de diámetro en el Coal Exchange (James Bunstone Bunning 1847-1849).
En el París de mediados del siglo XIX destacó la biblioteca de Santa Genoveva (de Henri Labrouste, 1843-1850), de estilo neorrenacentista en su exterior pero que en su interior dejaba ver la estructura metálica. Similar recurso se aplicó en el Museo de Historia Natural de la Universidad de Oxford, esta de estilo neogótico (1855, Henry Acland, con el apoyo de John Ruskin).
El refinamiento en la fundición de hierro terminó consiguiendo su aceptación incluso como un material noble para la realización de esculturas que hasta entonces estaban reservadas al bronce ("hierro Kasli", en los Urales, 1860).
La aceptación social del hierro visto para los elementos arquitectónicos visibles se había producido con el extraordinario éxito de la arquitectura de hierro y cristal a partir de la construcción de los espectaculares invernaderos de Chatsworth (Joseph Paxton, 1837-1840), la Palm House del Real Jardín Botánico de Kew (arquitecto Decimus Burton y fundidor Richard Turner, 1841-1849) y, sobre todo, el Crystal Palace de Joseph Paxton (1851), que también demostró las posibilidades de los nuevos materiales para la arquitectura prefabricada (se montó, desmontó y volvió a montar en unos plazos brevísimos, a pesar de sus extraordinarias dimensiones). Similares criterios se aplicaron a la cubrición de nuevos tipos de edificios demandados por la expansión económica: las galerías comerciales, y la arquitectura ferroviaria, que construyó por toda Europa monumentales estaciones de ferrocarril. La ingeniería ferroviaria levantó puentes de gran atrevimiento y belleza, como el de Théophile Seyrig en Oporto (Puente María Pía, 1877).

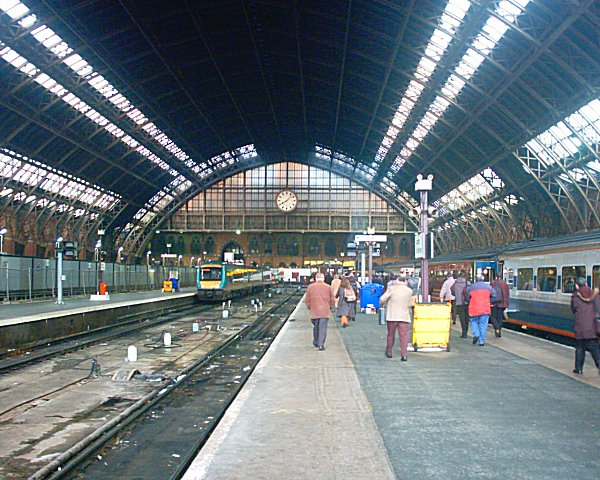
Saint Pancras Station de Londres, William Henry Barlow, 1862. Con sus 75 metros fue la estructura cubierta de un solo tramo más grande del mundo hasta el Cowboys Stadium de Dallas (1971).
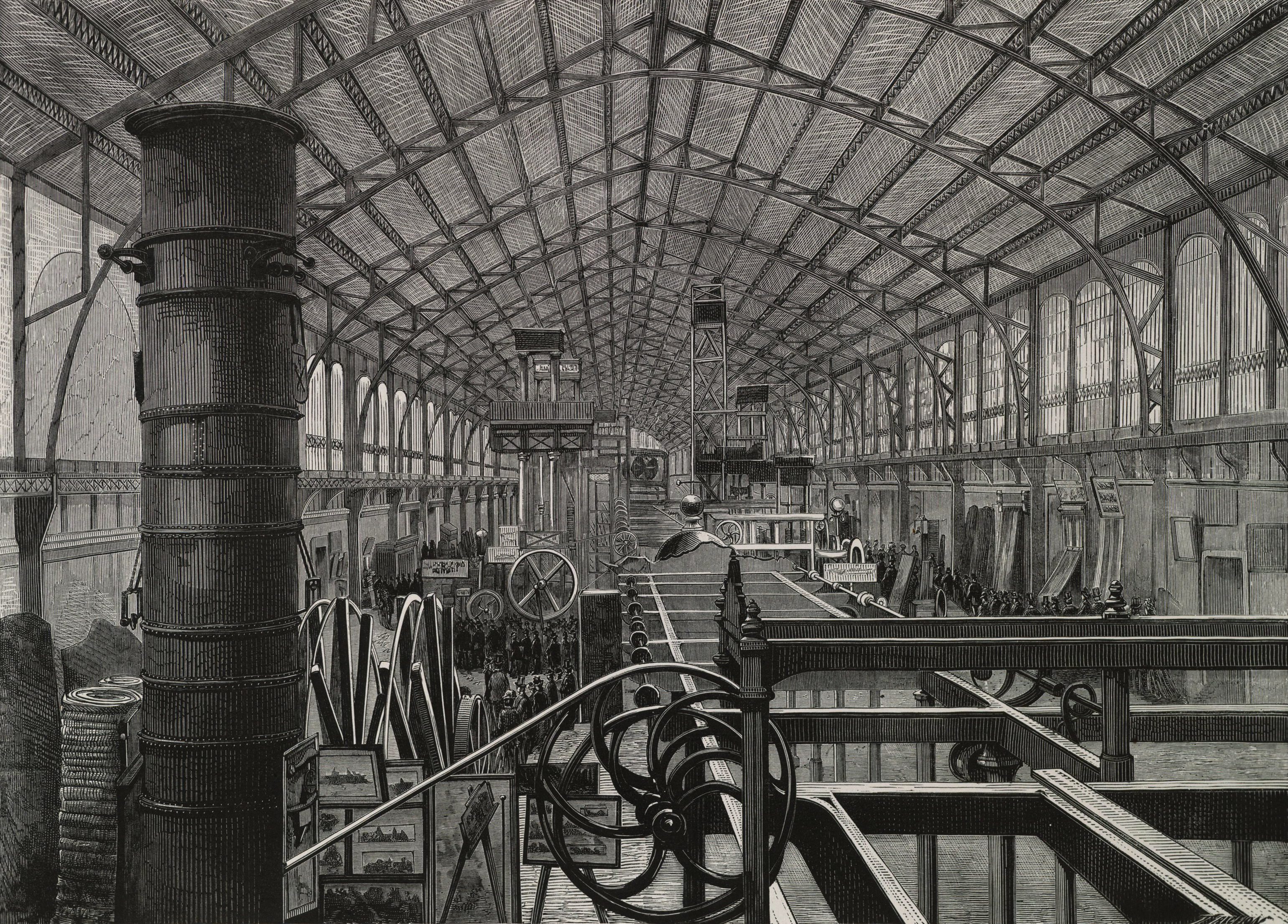
Galerie des machines françaises del Palais du Champ-de-Mars de la Exposición Universal de París de 1878. Henri de Dion.
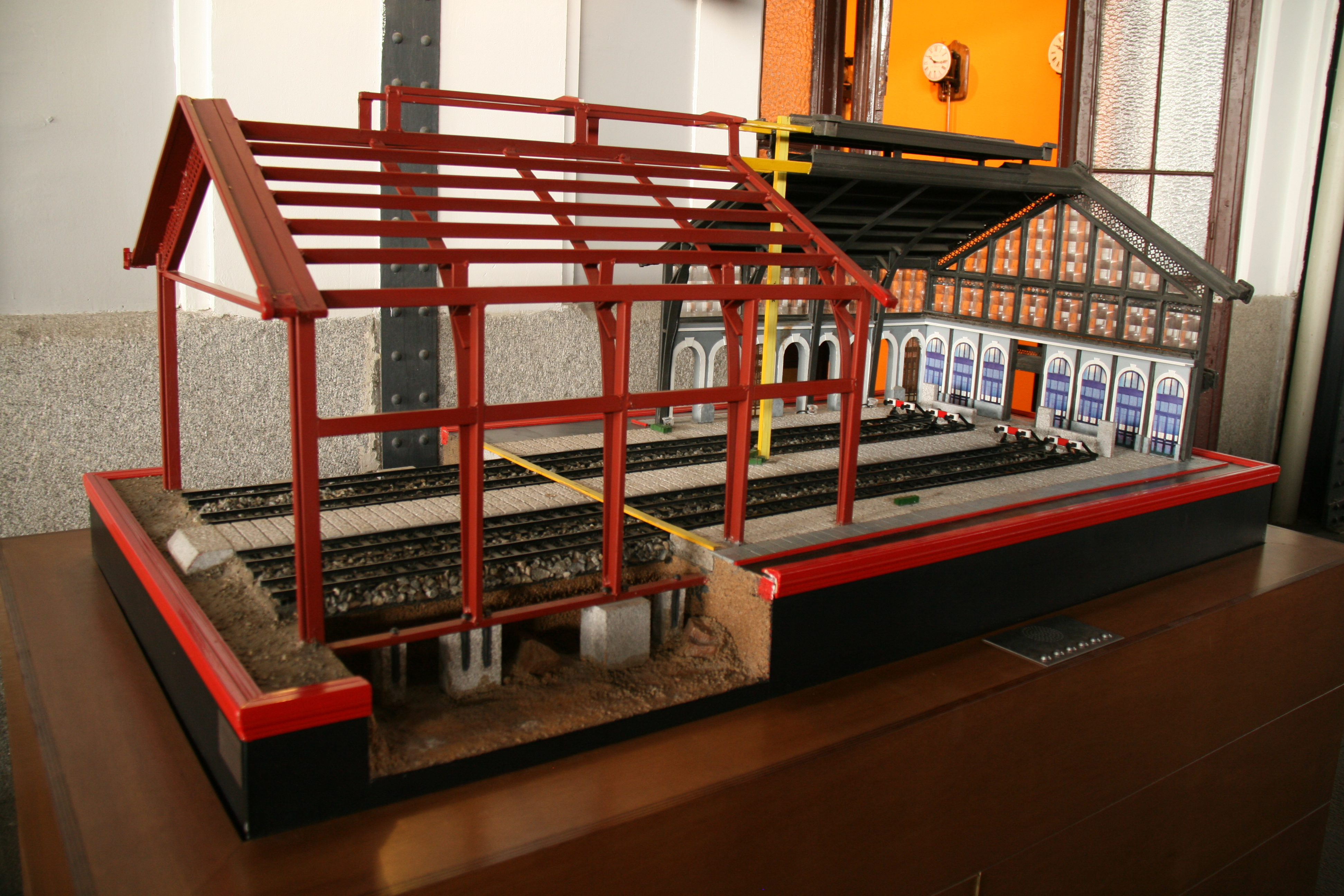
Maqueta de la estructura de la Estación de Delicias de Madrid, proyectada por Émile Cachelièvre a partir del sistema de Dion. Se prefabricó en Bélgica y se montó en once meses, 1879-1880.
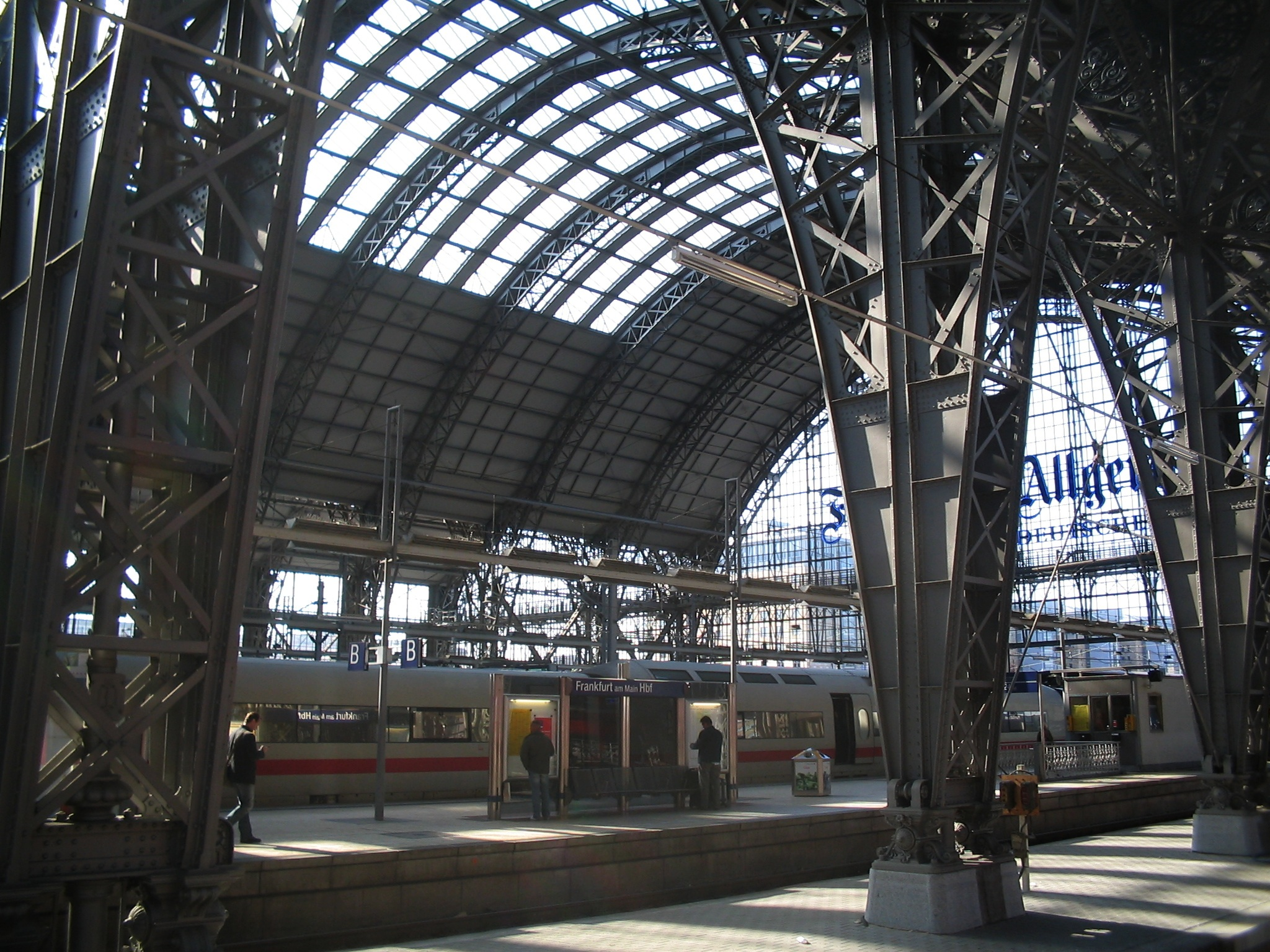
Estación Central de Fráncfort del Meno, Hermann Eggert, 1881.
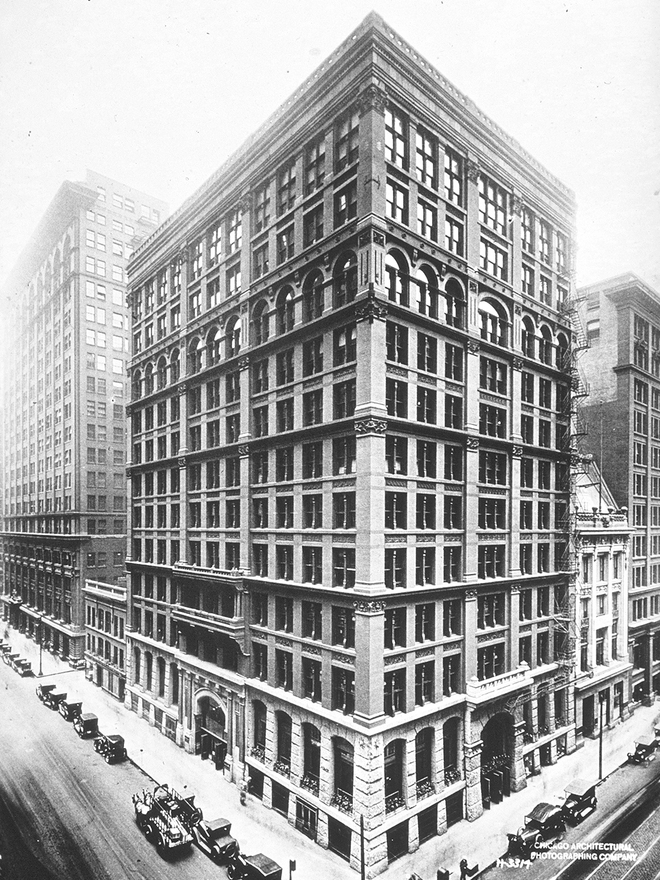
Home Insurance Building, el primer rascacielos de Chicago, Le Baron Jenney, 1885.

## Último tercio del XIX

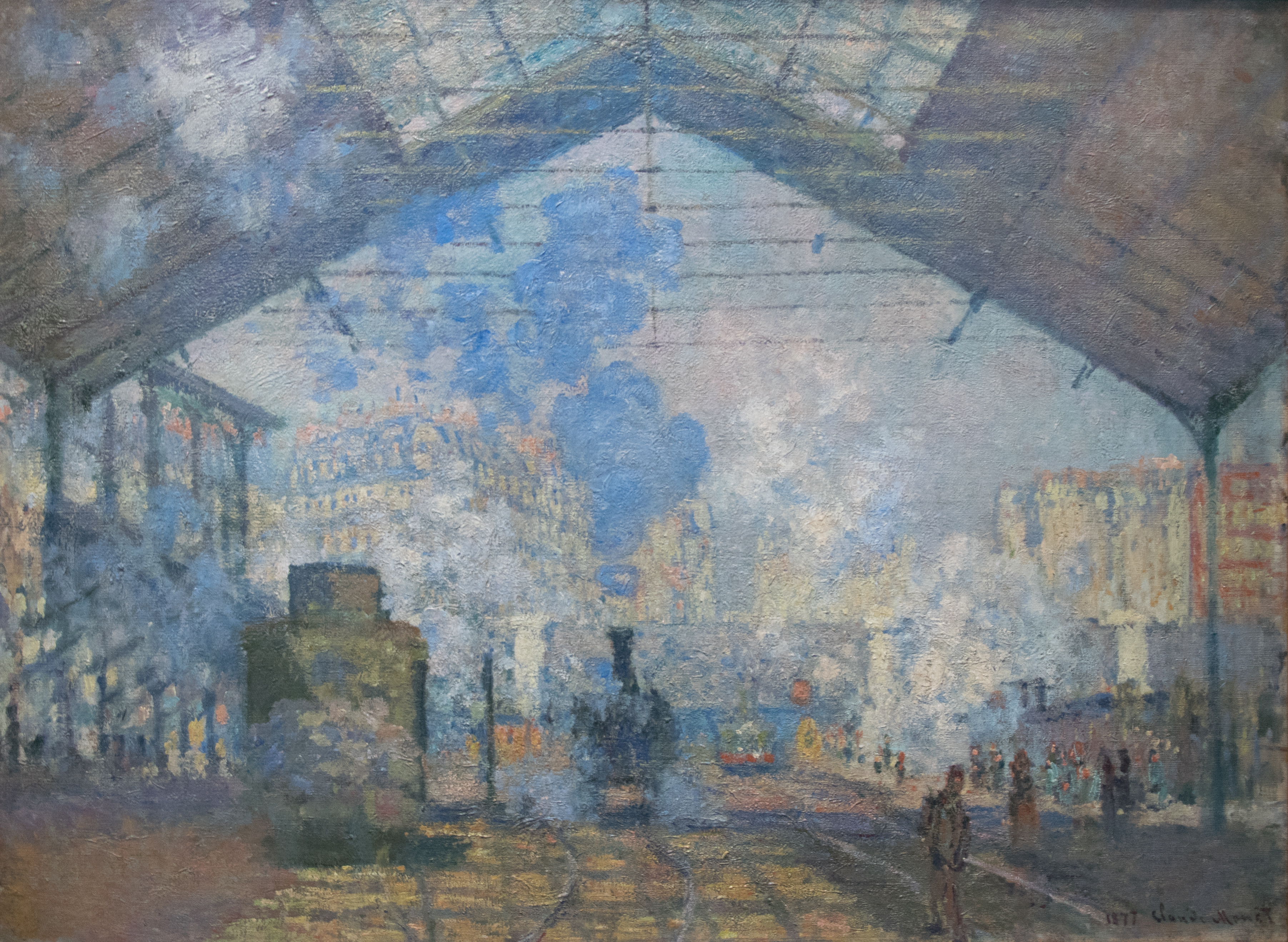
La estación Saint-Lazare, de Claude Monet, 1877.

Para la época de la construcción de la Ópera Garnier (1861-1875) ya se utilizaba con naturalidad y profusión el hierro en todo tipo de elementos estructurales (especialmente los pilares, vigas y planchas unidas por remaches).
El incendio de Chicago de 1871 dio ocasión para una masiva reconstrucción urbana, con los primeros rascacielos de estructura de acero (steel frame) y los nuevos conceptos de forma y función que caracterizan a la denominada escuela de Chicago.
Los edificios de hierro más impresionantes del siglo se construyeron por ingenieros franceses para la Exposición Universal de París de 1889: la Galerie des machines (Victor Contamin –arquitectos Ferdinand Dutert y Stephen Sauvestre–) y la Tour Eiffel (Alexandre Gustave Eiffel).
La emulación de los logros técnicos europeos y estadounidenses llevó a una verdadera "fiebre del hierro" en Latinoamérica, especialmente en las ciudades de mayor crecimiento, como las de la fiebre del caucho (Iquitos, Manaus). En México se construyeron "palacios de hierro" en la capital (1888-1891) y en Orizaba (de Eiffel, 1891-1894)

## Ingeniería de puentes urbanos
Entre mediados del XIX y el primer tercio del siglo XX se desarrolló una notable progresión técnica (con alguna espectacular catástrofe –hundimiento del Tay Bridge, 1879–) en la construcción de puentes de hierro (Puente Colgante Wheeling, 1849, Stadlauer Ostbahnbrücke en Viena, 1868-1870, Puente de Brooklyn en Nueva York, 1870-1883, Puente Don Luis I en Oporto, 1881-1886, Puente de la Torre en Londres, 1886–1894, Puente de Vizcaya, de Ferdinand Anodin y Alberto del Palacio, 1887-1893, puente Vierendeel en Avelgem, 1896-1902, Puente de Manhattan en Nueva York, 1909, Puente Hercílio Luz en Florianópolis, 1922-1926, Golden Gate en San Francisco, 1933-1937), que continúa hasta la actualidad.

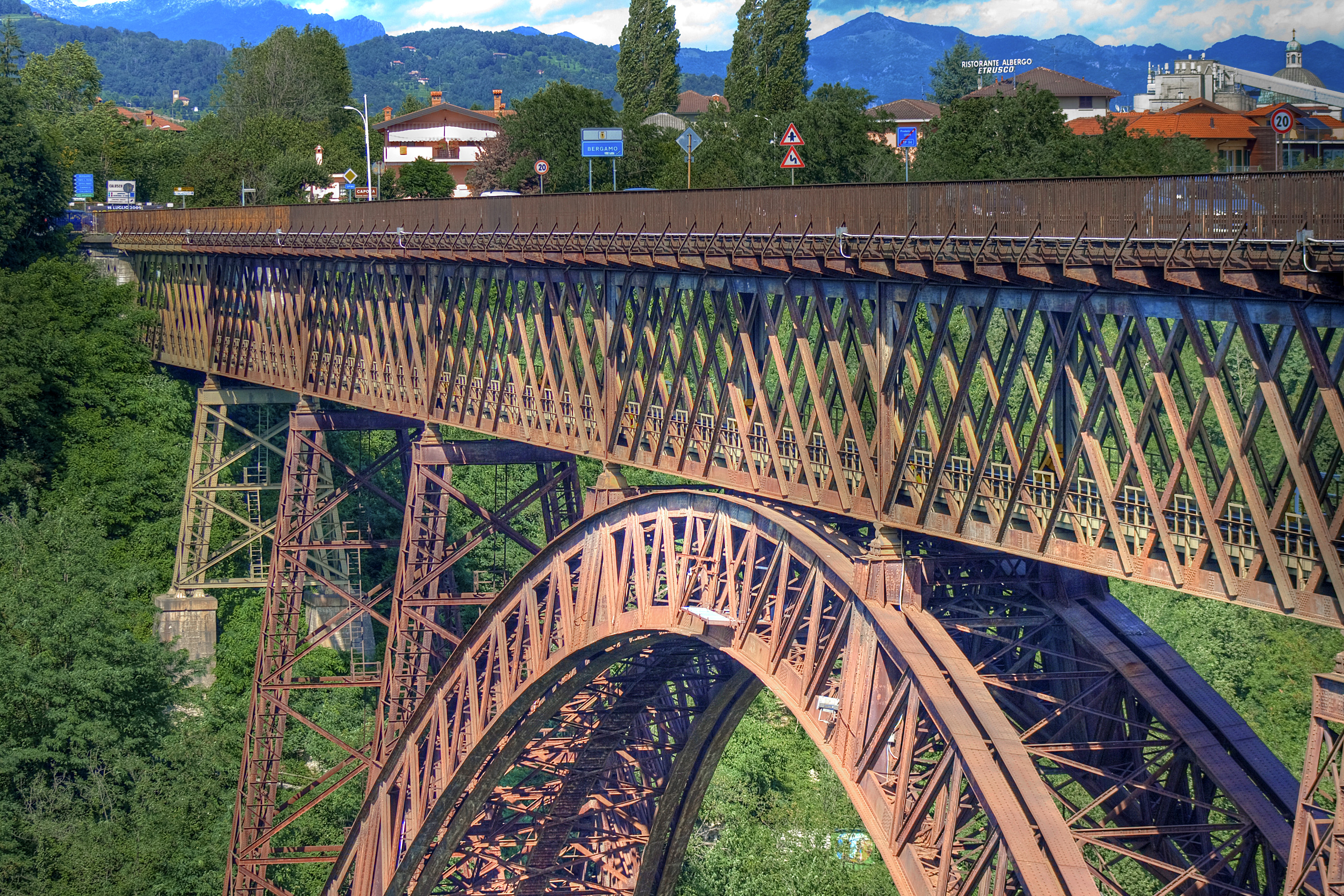
Ponte San Michele, 1887-89.
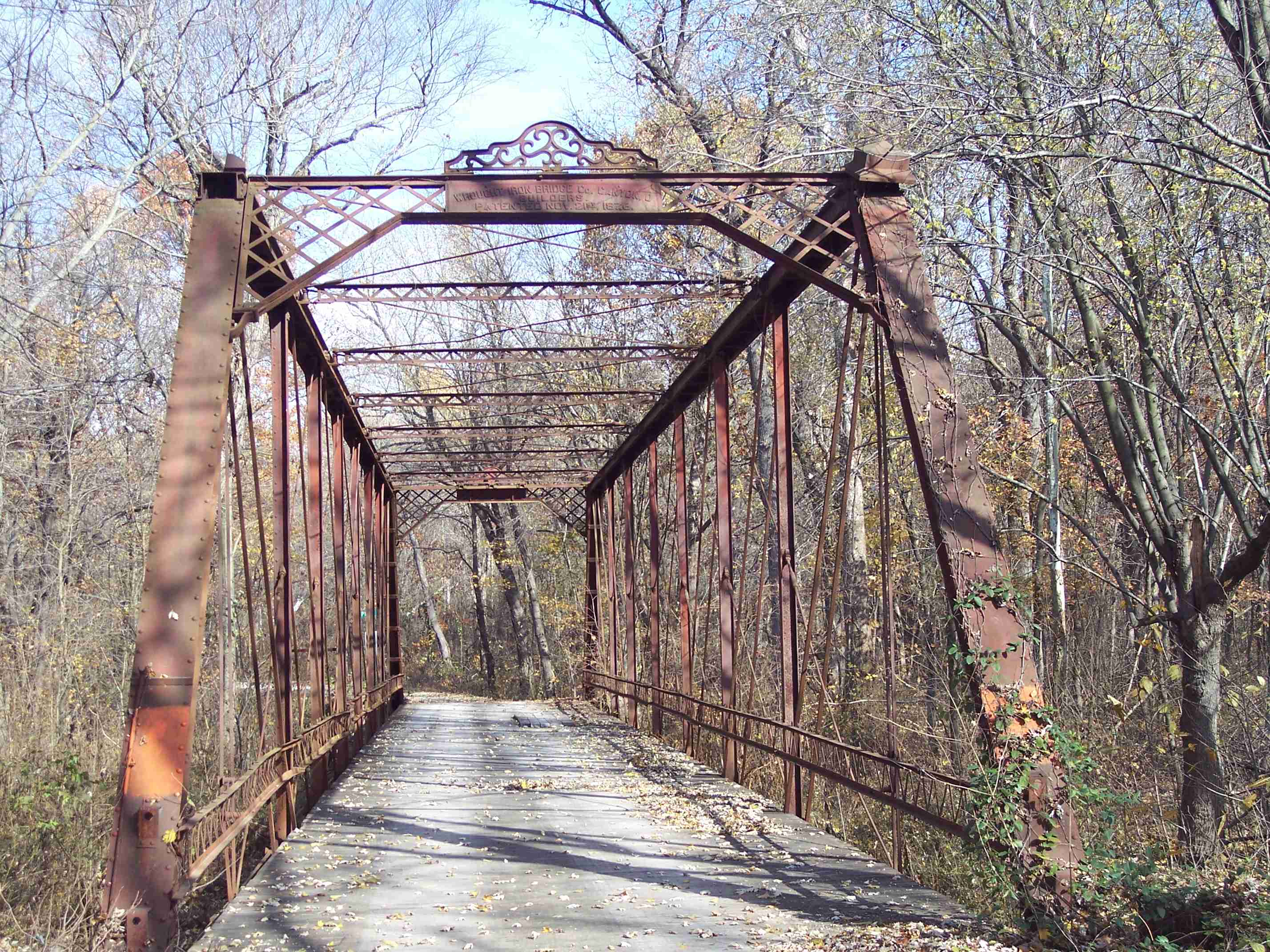
Pike County, 1876.
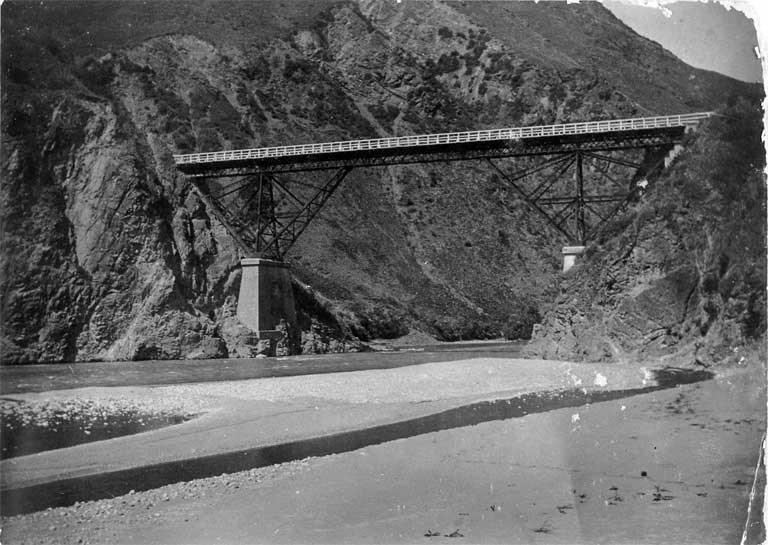
Puente de Waiau, 1886.
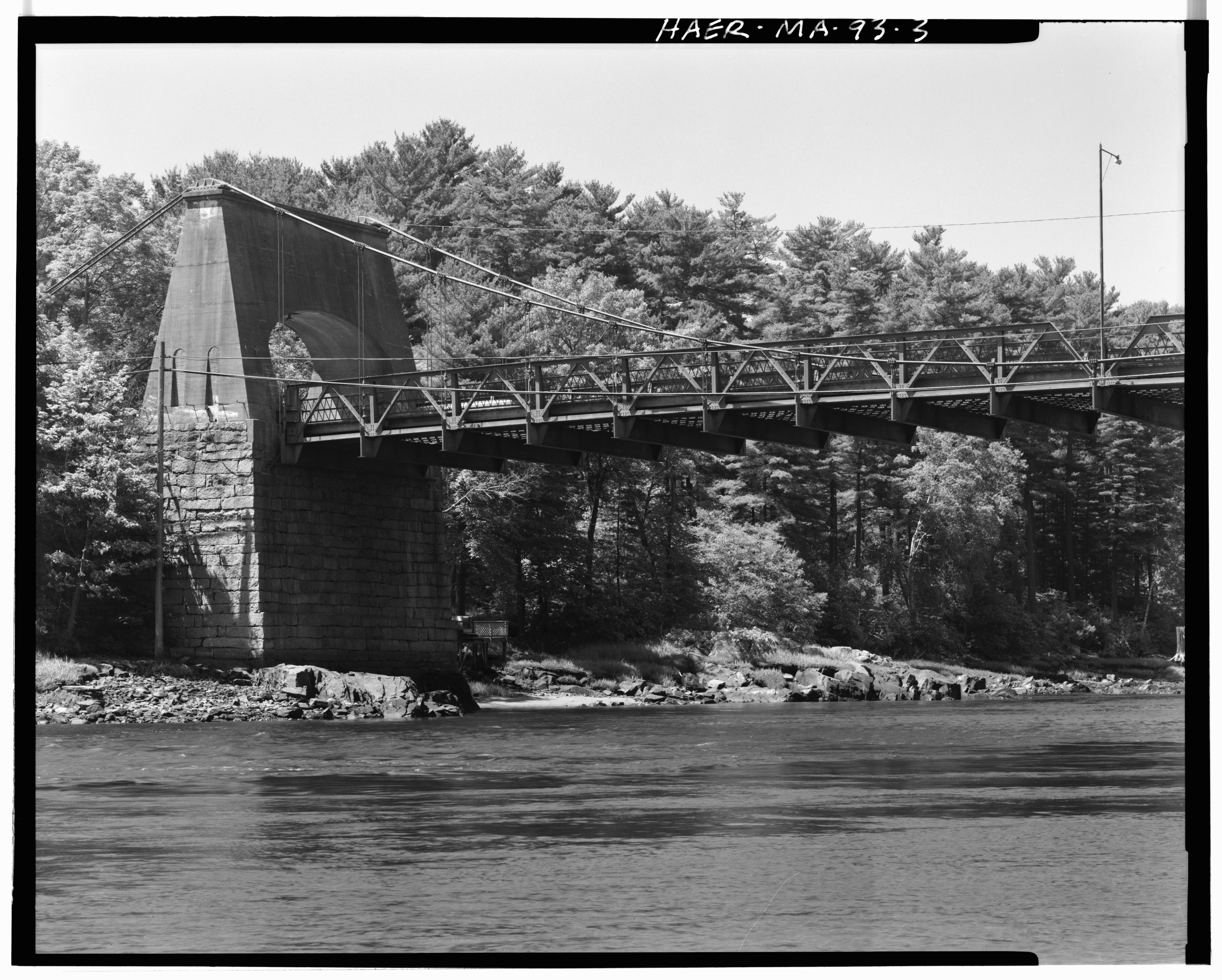
Puente Essex-Merrimac, 1810-1909, de James Finley y John Templeman.
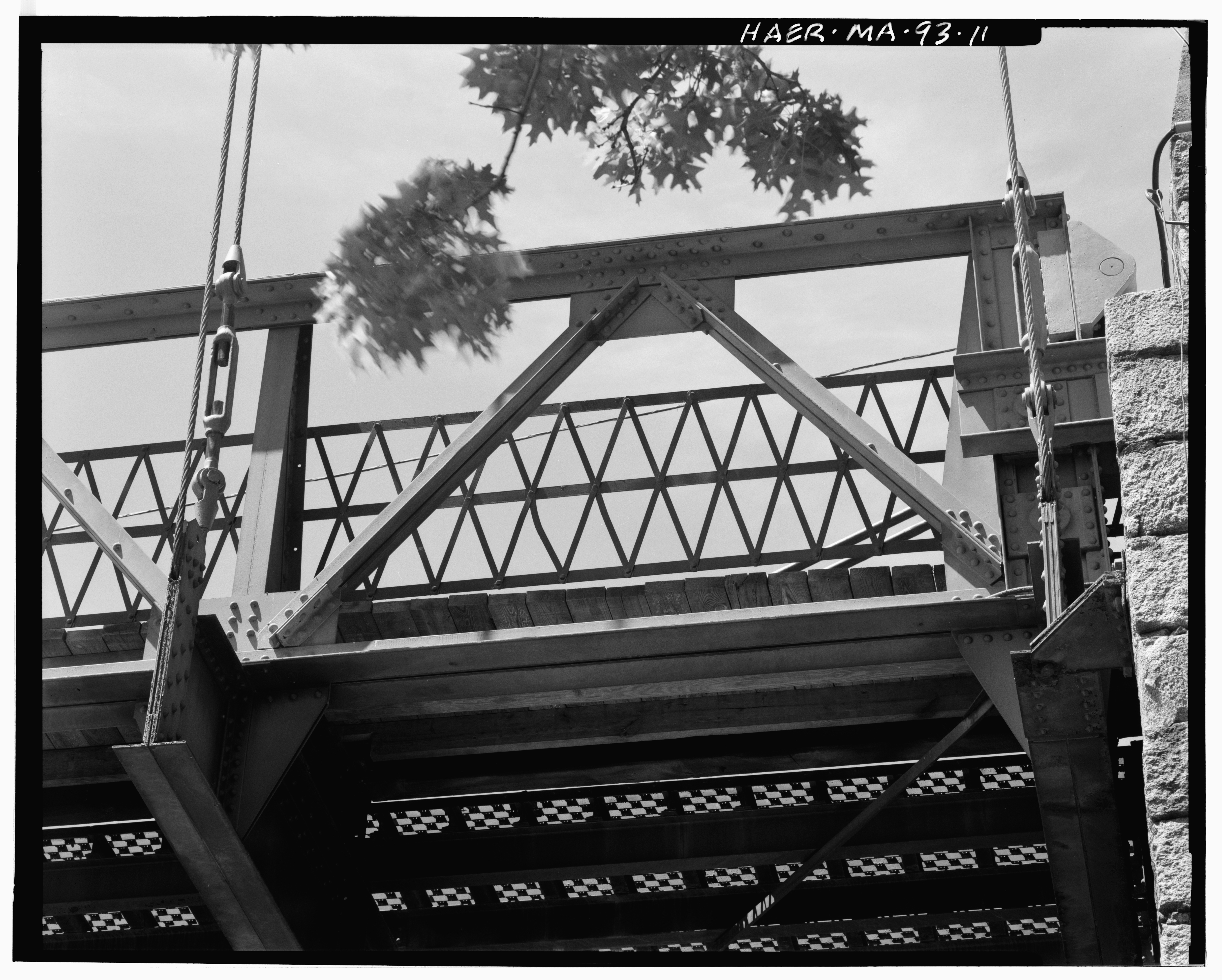
Ídem, detalle.

Además de la belleza intrínseca de las estructuras, los puentes urbanos se convirtieron en vehículo de expresión artística en sus ornamentos, especialmente algunos puentes de París o de San Petersburgo, realizados en el estilo de la arquitectura ecléctica.

## Constructores de hierro

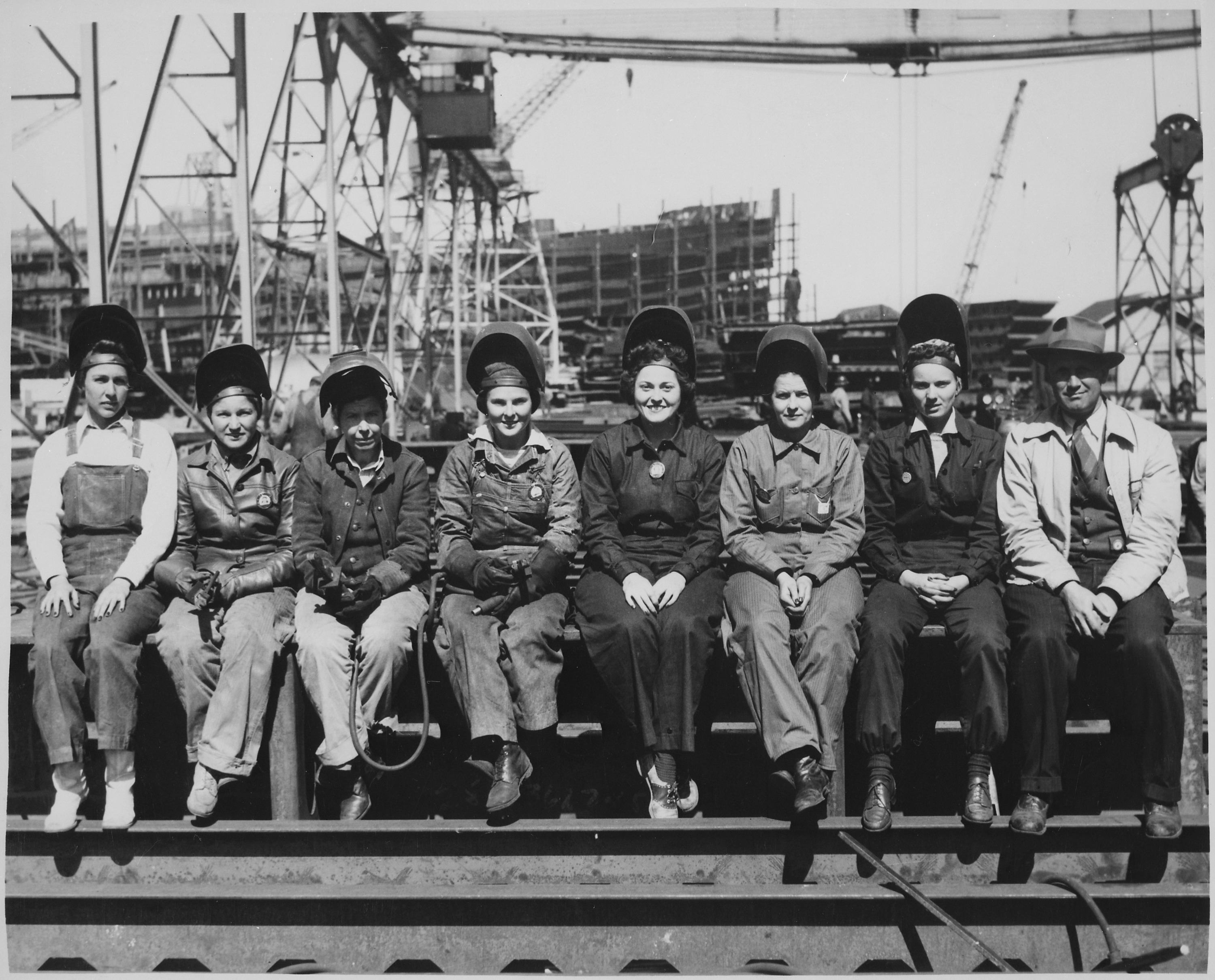
La imagen más conocida de obreros durante la construcción de la estructura de acero de los rascacielos es una fotografía de 1932 titulada Lunch atop a Skyscraper. La pose era similar (excepto por la situación, en una viga sobre el vacío) a la de estas soldadoras de 1943. En cambio, esta imagen desafía el estereotipo masculinizante del obrero metalúrgico o de la construcción, en un momento de masiva incorporación de la mujer al trabajo a causa de la guerra.

Los constructores "de hierro" (cast-iron builders) se convirtieron en un estereotipo de la pujante burguesía empresarial del siglo XIX que, en palabras de Karl Marx, levantó "maravillas mucho mayores que las pirámides de Egipto". La confianza en la idea de progreso identificaba su ciencia y tecnología con su superioridad sobre el resto del mundo (imperialismo, "carga del hombre blanco"). "De hierro" pasó a ser un epíteto atractivo para denominar a personajes caracterizados por su voluntad y fortaleza (Otto von Bismarck, "el canciller de hierro" –Eiserne Kanzler–). Se llamó "ley de hierro de los salarios" (iron law of wages) a la teoría económica que defendía la existencia de una necesidad natural de que los salarios nunca pudieran subir por encima del nivel de subsistencia. Paralelamente, el movimiento obrero se fue desarrollando a través de la identificación con un particular tipo de "obrero", el generado por la minería, la siderurgia o la construcción.

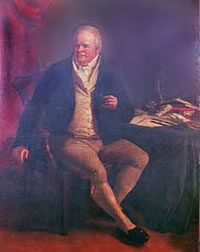
William Strutt.
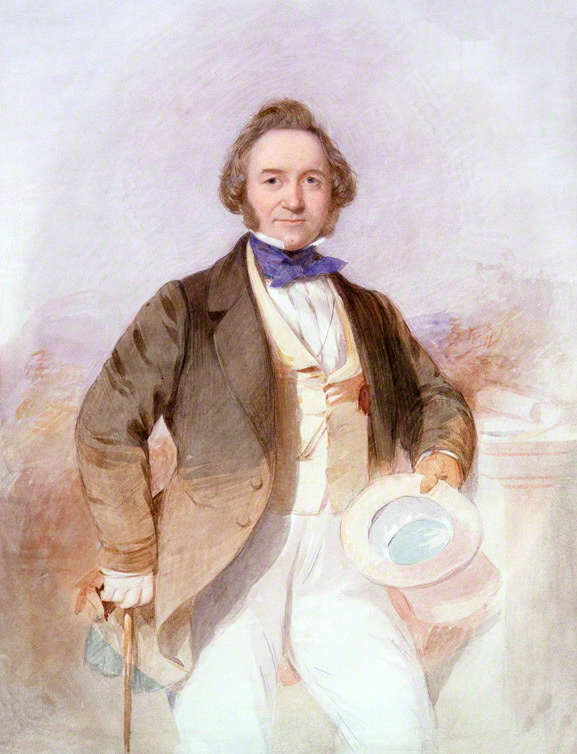
Paxton.
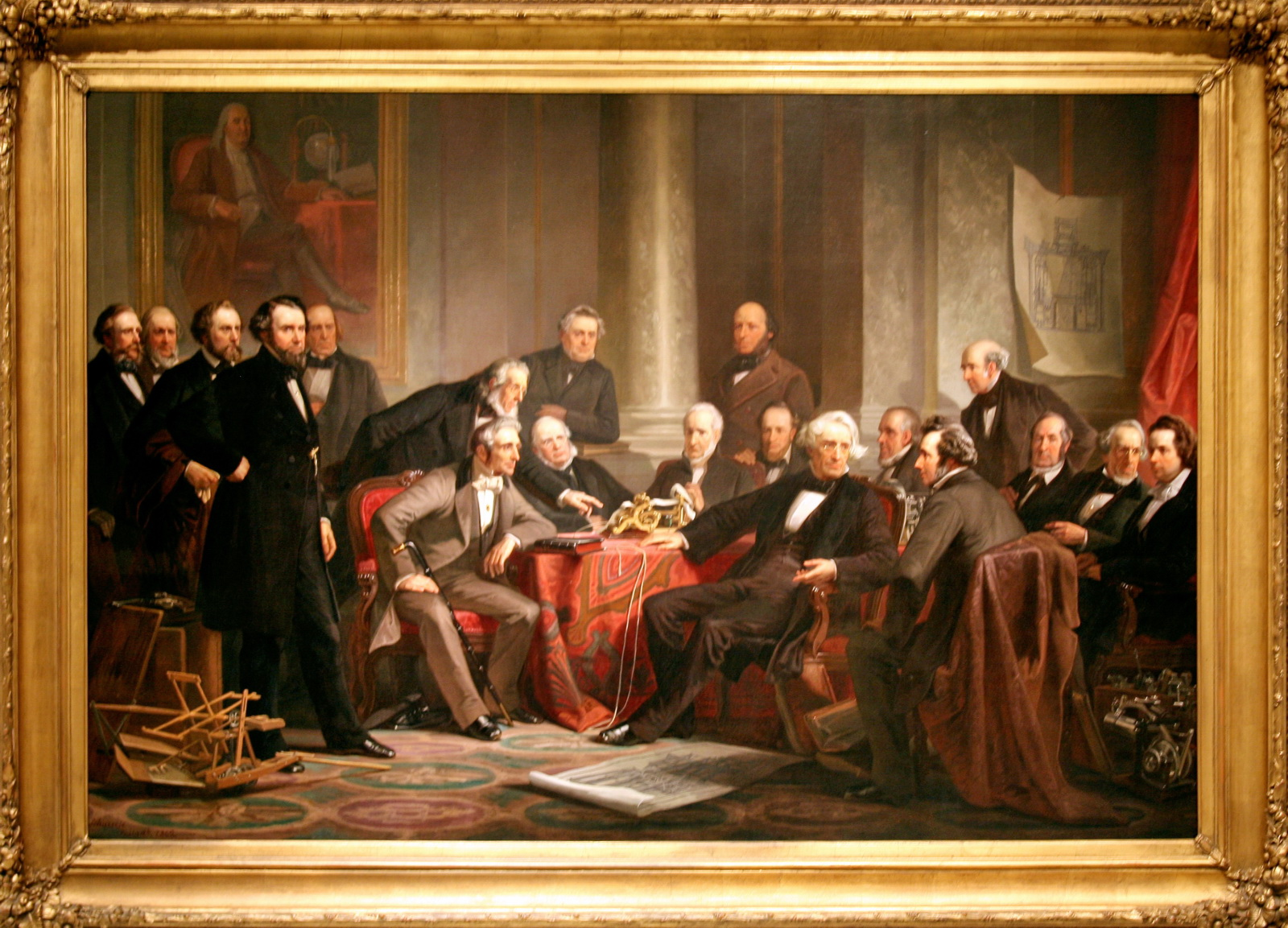
Men of Progress ("hombres de progreso", 1862), entre ellos, Bogardus.
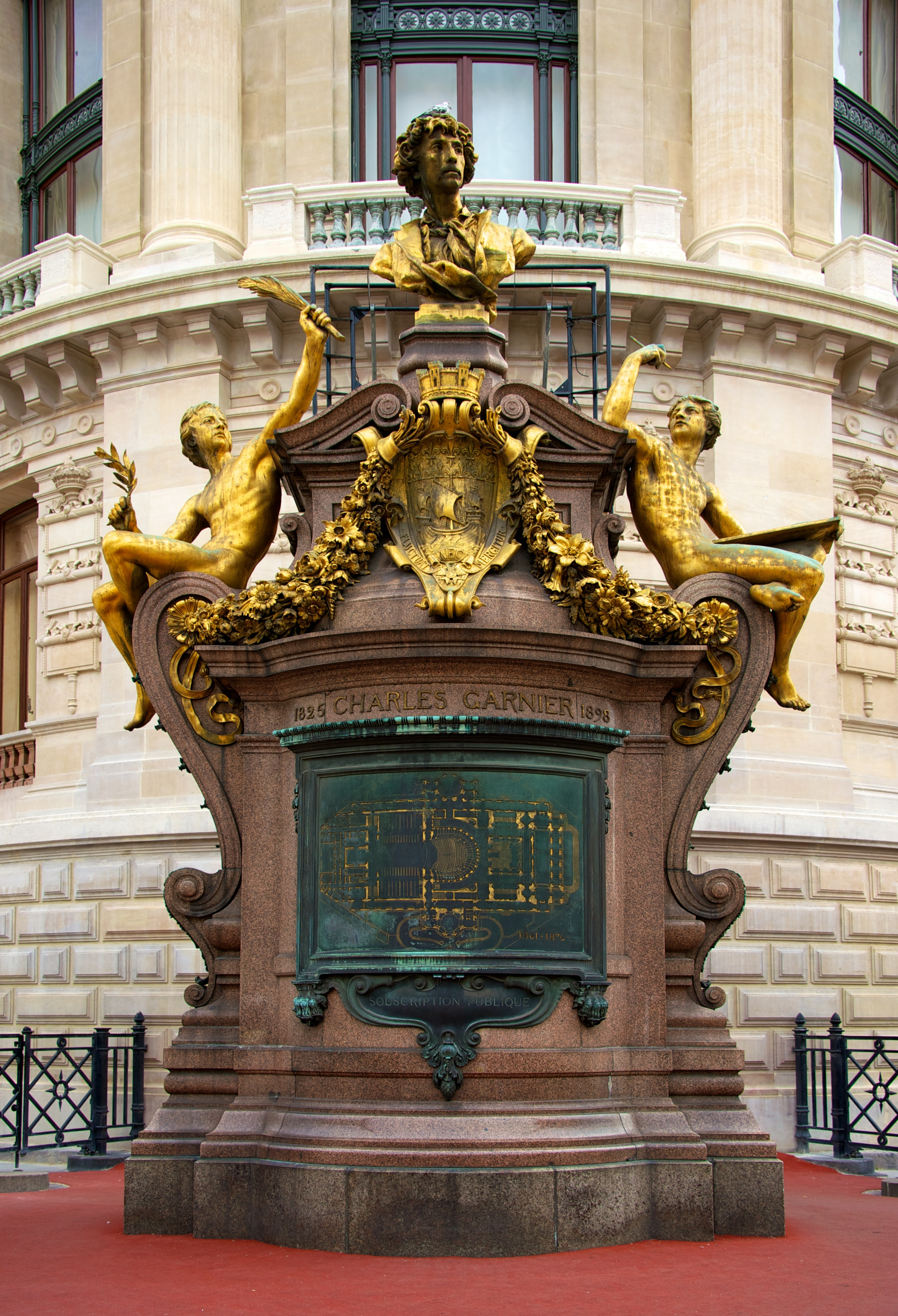
Garnier (monumento en París).
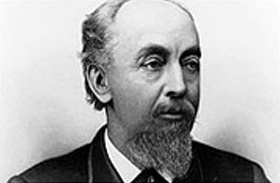
Le Baron Jenney, el "padre" de la escuela de Chicago.
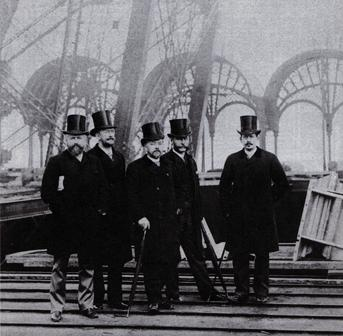
Eiffel, Sauvestre y otros miembros del equipo responsable de la construcción de la Torre Eiffel.
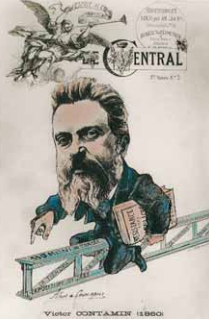
Caricatura de Contamin.

## Las grandes etapas de la arquitectura metálica: cronología y obras destacables
Los puentes

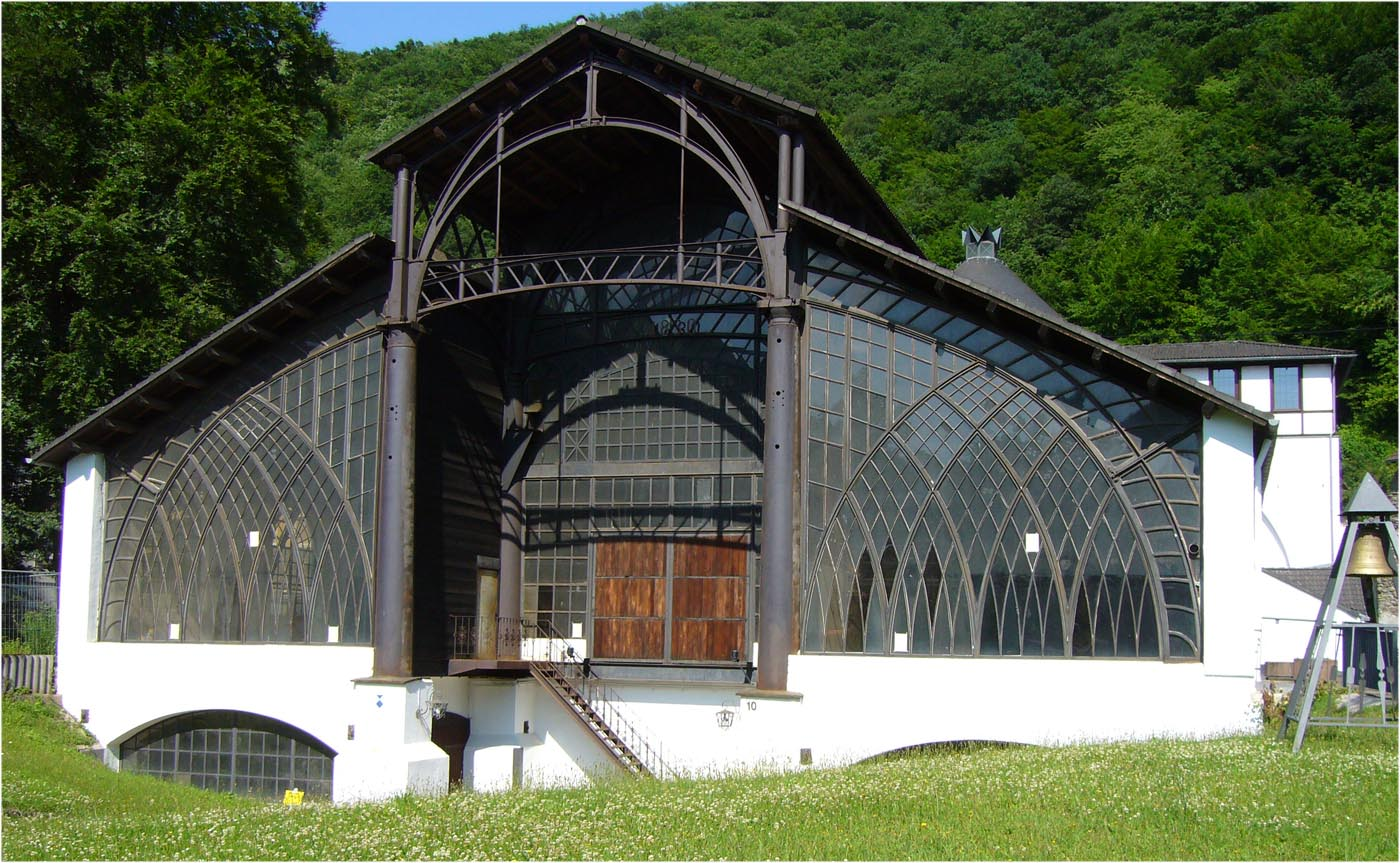
Fundición de hierro de 1865

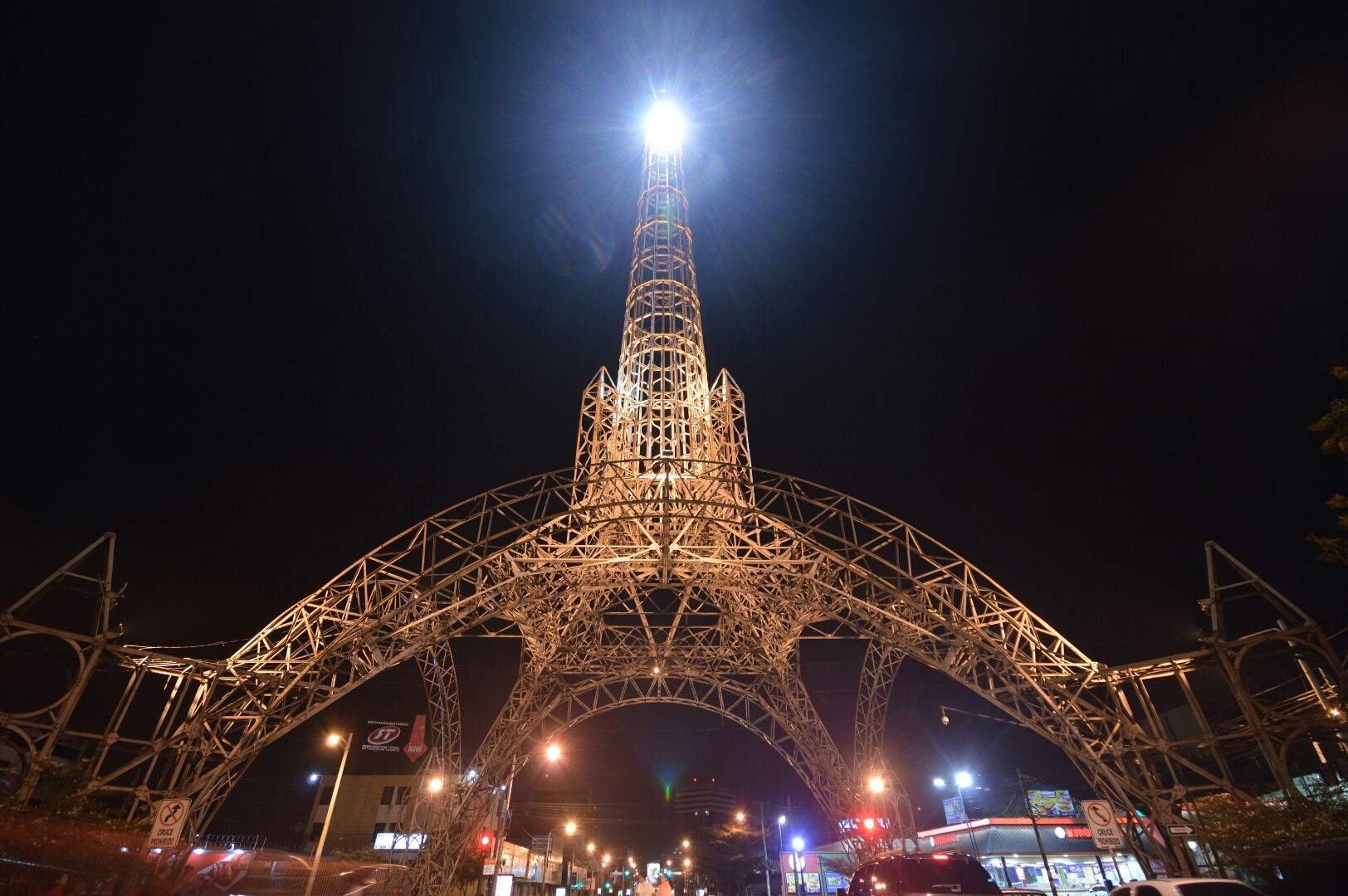
Torre del Reformador construida en 1935 en la Ciudad de Guatemala.

- 1777-1779: Iron Bridge o puente de Coalbrookdale, uno de los primeros puentes metálicos construidos.
- 1801: Puente de las Artes
- 1902: Viga Vierendeel y Puente Vierendeel de Arthur Vierendeel

Las carpinterías
- 1811: Cúpula de la Halle aux blés de François-Joseph Bélanger (actualmente Bolsa de comercio de París)
- 1826: Passage du Grand-Cerf
- 1834: Cerchas del Museo Nacional de Historia Natural de Francia, en París
- 1843-1850: Biblioteca de Santa Genoveva de Henri Labrouste
- 1902: Iglesia Notre-Dame-du-Travail, iglesia diseñada por Jules Astruc, París

Los mercados
- 1837: cercha triangulada de Camille Polonceau
- 1851: Estación de Saint-Lazare de Eugène Flachat, luz de 40 m
- 1851: The Crystal Palace de Londres de Paxton
- 1878: Galerie des Machines (Exposition Universelle, Paris), primer pórtico de 2 articulaciones de Henry de Dion (actualmente Hangar Y en Meudon, Gymnase Jean-Jaurès en París, Usine DMC después Bull y finalmente Technopôle en Belfort), luz de 35,60 m
- 1889: Galería de las máquinas de París de Victor Contamin, luz de 115 m

Las planchas
- A partir de 1840: Generalización de las planchas en hierro en París: perfil en doble T

Las fachadas
- Los edificios cast-iron en Inglaterra y Estados Unidos
- 1847: Fábrica de James Bogardus en Nueva York

Les pans de fer
- 1862: Proyecto de casa à pan de fer de Eugène Viollet-le-Duc
- 1871: Molino de la fábrica Meunier en Noisiel de Jules Saulnier
- Estructura poteaux-dalles en acero (steel-frame construcción) - Rascacielos
- 1879: First Leiter Building de William Le Baron Jenney en Chicago
- Rascacielos de la Escuela de Chicago

Inmuebles industriales y grandes almacenes parísinos
- 1905: La Samaritaine, de Frantz Jourdain
- 1905: Inmueble de Parisien libéré, de Chedanne, 124 calle Réaumur
- 1906: Gran bazar de la calle de Rennes

Paneles de fachada en acero
- 1939: Casa del Pueblo de Clichy de Eugène Beaudouin, Marcel Lods y Jean Prouvé

Torres de vidrio y de acero del estilo internacional]. Primeros muros cortina
- 1949: Apartamentos Lake Shore Drive de Ludwig Mies van der Rohe en Chicago
- 1952: Lever House de Skidmore, Owings and Merrill en Nueva York
- 1958: Caisse de réassurances 37, calle des Victoires de París de Jean Balladur
- 1960: Tour Albert, de Édouard Albert, calle Croulebarde

Estructuras geodésicas
- 1953: primera cúpula geodésica para las fábricas Ford en Míchigan de Richard Buckminster Fuller
- 1967: Biosphère de la Exposición universal de Montreal (Expo 67) de Richard Buckminster Fuller
- 1985: La Géode de la Cité des sciences et de l'industrie, en La Villette, 36 m de diámetro, construida por el arquitecto Adrien Fainsilber y el ingeniero Gérard Chamayou, y cuyas caras triangulares, no planas, son triángulos esféricos reflectantes.

Nappes tridimensionales
- 1972: Estadio Olímpico de Múnich de Frei Otto
- Estructuras High-Tech
- 1977: Centro nacional de arte y cultura Georges-Pompidou de Piano y Rogers, en París: tubos de acero con ménsulas articuladas con tirantes para la nivelación de paneles asociados a los tabiques móviles, con rótulas sustentantes de fundición sobre columnas de acero y contravientos en forma de tirantes aparentes en forma de cruz de San Andrés delante de muros cortina de vidrio.

Estructuras de membrana
- 2001: Proyecto Eden de Nicholas Grimshaw & Partners, Saint Austell, Cornualles, Inglaterra, invernadero ecológico, dos biomas serre-bulles hechos de membranas "papel" soportadas por estructuras de celosías de acero que le dan una forma de burbujas pegadas entre ellas  (con deformación controlada por ordenador).

Estructuras tubulares
- 2002: Mediateca de Sendai de Toyo Ito

Estructuras Art nouveau
- Torre Eiffel, en París, Francia
- Grand Palais, en París, Francia
- Petit Palais, en París, Francia
- Monumento Nacional Pabellón París, en Santiago, Chile
- Pasarela Centro "Stary Browar", en Poznań, Polonia
- Puente 28 sin nombre o Puente Bridle, en el Central Park de Nueva York, EE. UU.
- Entrada Estación Abbesses, Metro de París, Francia
- Puente de la libertad (Szabadság híd), Budapest, Hungría